# Critical Solution
Critical Solution ist eine norwegische Heavy- und Thrash-Metal-Band aus Helleland, die 2005 gegründet wurde.

## Geschichte
Die Band wurde im Jahr 2005 gegründet, wird aber erst seit 2011 ernsthaft betrieben, nachdem die Arbeiten in Andy LaRocques Sonic Train Studio im schwedischen Varberg begonnen hatten. 2013 erschien das Debütalbum Evil Never Dies. Im selben Jahr ging es zusammen mit Marduk und Grave auf eine erste Tournee durch Europa, die sich über 13 Länder erstreckte. Nach Auftritten zusammen mit Diamond Head im Jahr 2014, schlossen sich im September und Oktober 2015 zehn Konzerte mit W.A.S.P. an. Im Dezember 2015 erschien das zweite Album Sleepwalker bei Punishment 18 Records. Auf ihren beiden Alben sind Andy LaRocque (King Diamond), Michael Denner und Hank Shermann von Mercyful Fate, Whitfield Crane (Ugly Kid Joe) und Mika Lagrén (Grave) als Gastmusiker zu hören.

## Stil
Andrija „TheIslander“ Petrovic von metal-temple.com schrieb in seiner Rezension zu Evil Never Dies, dass es sich hierbei um ein Konzeptalbum handelt, das die Geschichte vom Protagonisten Wallace Green erzähle. Hierbei spiele die Gruppe Thrash Metal, der sich an den 1980er Jahren orientiere. Der Bass und das Schlagzeug klängen energiegeladen, während gelegentlich Gitarren-Soli eingestreut würden. Der Gesang erinnere an den von James Hetfield, wobei die Gruppe insgesamt jedoch nicht wie eine Metallica-Kopie klinge. Dave Hodges von metal-observer.com ordnete Sleepwalker dem Heavy Metal zu, der stark durch verschiedene Thrash-Metal-Stile und gelegentlich auch Speed Metal beeinflusst worden sei. Manchmal lasse sich die Musik in keine genaue Kategorie einordnen. Als Vergleichsalben ließen sich Ride the Lightning oder Master of Puppets heranziehen, wobei die Gruppe es jedoch vermeide genau wie Metallica zu klingen. Gelegentlich sei die Musik technisch anspruchsvoll oder leicht progressiv. Das Spiel des Basses sei kreativ und die Band mache hin und wieder von Tempowechseln Gebrauch.

## Diskografie
- 2011: Evidence of Things Unseen (EP, Eigenveröffentlichung)
- 2013: Evil Never Dies (Album, Eigenveröffentlichung)
- 2014: The Death Lament (EP, Eigenveröffentlichung)
- 2015: Sleepwalker (Album, Punishment 18 Records)